# Phare d'Hendanes
Le phare d'Hendanes (en norvégien : Hendanes fyr)  est un phare côtier de la commune de Vågsøy, dans le comté de Vestland (Norvège). Il est géré par l'administration côtière norvégienne (en norvégien : Kystverket).

## Histoire
Le phare se trouve sur le côté ouest de l'île de Vågsøy, à environ 3 km au nord du village de Vågsvåg (en).
Le phare a été mis en service en 1914. Il a été remplacé, en 1952, par un feu automatique construit à proximité. Un radiophare a fonctionné de 1963 à 1992.

## Description
Le phare  est une tour octogonale  en bois de 12 mètres de haut, avec une galerie et lanterne, adjacente à une maison de gardien. La tour est blanche et la lanterne est rouge. Son Feu à occultations  émet, à une hauteur focale de 48,5 mètres, deux groupes d'éclat blanc, rouge et vert selon différents secteurs toutes les 8 secondes. Sa portée nominale est de 12.8 milles nautiques (environ 24 km) pour le feu blanc, 10 pour le feu rouge et 9 pour le feu vert.
Identifiant : ARLHS : NOR-116 ; NF-2840 - Amirauté : L0472 - NGA : 5496 .
|          |
| Le phare |

### Lien connexe
- Liste des phares de Norvège